# Germán Cobos
Germán Sánchez Hernández-Cobos (Sevilla, 7 de juliol de 1927 – Almuñécar, Granada, 12 de gener de 2015) va ser un actor espanyol de cinema i teatre.

## Filmografia parcial
- Lucky Village (2004), de Pedro Pinzolas.
- Más allá del jardín (1996), de Pedro Olea.
- Mirada líquida (1996), de Rafael Monleón.
- El día que nací yo (1991), de Pedro Olea.
- La viuda del capitán Estrada (1991), de José Luis Cuerda Martínez.
- El aire de un crimen (1988), d'Antonio Isasi-Isasmendi.
- La ley del deseo (1987), de Pedro Almodóvar.
- Solos en la madrugada (1978), de José Luis Garci.
- Cría cuervos (1976), de Carlos Saura.
- ¡Se armó el belén! (1970), de José Luis Sáenz de Heredia.
- A las cinco de la tarde (1961), de Juan Antonio Bardem.
- Un paso al frente (1960), de Ramón Torrado.
- Un taxi para Tobruk (1960), de Denys de La Patellière.
- Ama Rosa (1960), de León Klimovsky.
- Carmen, la de Ronda (1959), de Tulio Demicheli.
- Cuerda de presos (1956), de Pedro Lazaga.
- Vuelo 971 (1954), de Rafael J. Salvia.
- La leona de Castilla (1951), de Rafael Gil.
- Roberto el diablo (1957), de (Pedro Lazaga).